# باول ريتشي
باول ريتشي (بالإنجليزية: Paul Ricci)‏ هو عازف كلارينيت أمريكي، ولد في 6 أبريل 1914، وتوفي في 24 يناير 2001.

## وصلات خارجية
- باول ريتشي على موقع ميوزك برينز (الإنجليزية)
- باول ريتشي على موقع أول ميوزيك (الإنجليزية)
- باول ريتشي على موقع ديسكوغز (الإنجليزية)